# Dinotoperla wanungra
Dinotoperla wanungra är en bäcksländeart som beskrevs av Günther Theischinger 1982. Dinotoperla wanungra ingår i släktet Dinotoperla och familjen Gripopterygidae. Inga underarter finns listade i Catalogue of Life.